# Královka Arena
La Královka Arena est une salle multi-usage de 1 300 places pour le basket-ball ou le badminton extensible à 2000.

## Événements

### Événements sportifs
- Championnat d'Europe féminin de basket-ball 2017